# Louise Nealon
Louise Nealon (* 1991) ist eine irische Schriftstellerin. Bekannt wurde sie 2021 durch ihren ersten Roman, der sogleich ein Bestseller wurde.

## Leben
Louise Nealon wuchs auf einer Farm im County Kildare, Irland, auf. Sie studierte Englische Literatur am Trinity College Dublin und Kreatives Schreiben an der Queen’s University Belfast mit einem Masterabschluss 2016. Ihre schriftstellerische Tätigkeit begann sie mit Kurzgeschichten, die in verschiedenen Zeitungen publiziert wurden. 2017 gewann sie den Seán Ó Faoláin International Short Story-Wettbewerb und wurde mit dem Francis Ledwidge Creative Writing Award ausgezeichnet. Ihr erster Roman schildert Erfahrungen der Generation Snowflake. Er beruht teils auf eigenen Erlebnissen während des Studiums, als sie eine Depression entwickelte. Sie erhielt einen Vertrag für einen weiteren Roman, der noch nicht erschienen ist.

## Kurzgeschichten
Für ihre Kurzgeschichte What feminism is erhielt Nealon 2017 den nach Seán Ó Faoláin benannten Preis für Short stories. 2019 erschien ihre Sammlung 12 Stories of Christmas.

## „Snowflake“
Louise Nealon beschreibt in ihrem Roman Snowflake das Trauma der 18-jährigen Deborah (Debbie), die ihr heimatliches „Nest“ auf einer noch nicht einmal an das Internet angeschlossenen kleinen Milchfarm im ländlichen Kildare verlässt, um zu studieren. Niemand in ihrem Umfeld hat sich bisher Gedanken über Fragen geistiger Gesundheit oder Suchtprobleme gemacht, obwohl das für die Mitglieder ihrer exzentrisch-dysfunktionalen Familie notwendig wäre. Diese besteht aus der Mutter, die auf spiritueller Suche ist, deren wesentlich jüngerem Partner sowie aus Debbies Onkel Billy, der in einem Caravan lebt. Fast alle Erwachsenen des Romans einschließlich des Priesters sind Alkoholiker. Debbie pendelt täglich nach Dublin, um am Trinity College gemeinsam unter reichen und privilegierten Kommilitonen zu studieren, fällt dort aber in eine – wie sie selbst vermutet – Depression. Diese äußert sich als Angststörung oder eine Form von Sozialphobie, die sich in dem ihr fremden Milieu von Snobs, militanten Veganern und obsessiven Social-Media-Nutzern rasch entwickelt. Veganer erzählen ihr, dass die Milchfarmer den Kühen ihre Babys rauben, aber Kräutertee kostet fünf Euro. Debbie fühlt sich in diesem Umfeld als Snowflake, als einen ländlichen Dialekt sprechende hinterwäldlerische Heulsuse. Ihre schöne, vielfach beneidete Freundin Xanthe enthüllt ihr eines Tages das „furchtbare Geheimnis, dass sie manchmal ein bisschen traurig ist“, was sie jedes Mal mit einem Kaufrausch von Wellness-Artikeln zu kompensieren versuche. Und Debbies Tutorin gesteht ihr, dass sie Thomas Hardy nicht leiden kann, weil er seine Romangestalten „unfair“ behandle, indem er sie mit „unerfüllbaren Wünschen“ ausstatte, und entschuldigt sich für diese spontane unkorrekte Äußerung einer Studentin gegenüber. Debbie, der zunächst jedes Selbstvertrauen fehlt, da es ihr an City skills mangelt, gewinnt den Eindruck, dass Xanthe das Geld für ihre Therapie nicht ausgibt, weil sie so sehr leidet, sondern um sich als ganz besonderer Mensch zu fühlen. Sie versteht nicht, warum ein Mensch aus einer privilegierten Familie ernsthafte Probleme haben könne, und meint, es müsse sich um eine Fehldiagnose handeln.
Der Begriff Snowflake (jedes Schneekristall ist einzigartig) bleibt facettenreich als Bezeichnung sowohl für die exaltiert-selbstbezogene Xanthe, die die Vermutung zurückweist, die Depression als lifestyle choice gewählt zu haben, als auch als Selbstbezeichnung der naiv-sensiblen, auf ihren kranken, aber warmherzigen Familienkreis zurückgezogenen Debbie. Diese wirkt am Ende des Romans resilient, ja gestählt durch die Schwierigkeiten, die sie überwunden hat. Auch die Mutter löst sich produktiv durch Schreiben aus ihrer Traumwelt. Damit stehen am Ende verschiedene Lösungen für das nur teilweise erforschte Problem des Wachstums von Schneekristallen im Raum, das hier als Metapher für einen psychischen und sozialen Entwicklungsprozess unter Stress steht. „Nimmt man die Metapher [...] ernst, ist sie eher Auszeichnung als Beleidigung: Ist es nicht bereits eine beachtliche Leistung, über Temperatur- und Feuchtigkeitszonen und Tausende Höhenmeter hinweg Bestand zu haben? Und kann man eine Person „Schneeflocke“ nennen, die damit hadert, eben nicht zu sein wie alle anderen?“

## Kritiken
Roddy Doyle urteilte über den trotz seiner einfachen, teils deftigen Sprache sehr vielschichtigen Roman: „Mad and wonderful. I thought I was reading one thing, then discovered — several times — that I was reading a different, even better thing.“
Auch die Journalistin Brigitte Neumann sieht in Snowflake mehr als einen „Feelgood-Roman“. Trotz der Ichform, in der der Roman geschrieben wurde, „fällt eine gewisse Abwesenheit der Erzählerin auf, obwohl wir erfahren, wie sie in einer Tour säuft, promiskuitiven Sex hat oder sich täglich im Uniklo versteckt, um zu weinen. Sie [...] scheint nichts dabei zu fühlen. Außer der Angst, dass sie eine Versagerin sein könnte, – eine [...] ‚verdammte Schneeflocke‘. [...] die Kunst Louise Nealons ist es, die Krankheit ihrer Protagonistin zu evozieren, beim Lesen entstehen zu lassen, ohne sie benennen zu müssen.“
Michael Pearson vergleicht Nealon mit der ebenfalls 1991 geborenen Sally Rooney und schreibt: „Nealon navigates that territory well, making the reader empathize with her damaged characters, allowing an understanding of depression and its consequences, and fashioning out of eccentrics and outcasts a company of ordinary heroes.“
Auf die Einschränkungen, die sich aus der Verwendung der Ersten Person Präsens ergeben, weist Susanne Romanowski hin. D. W. White zeigt jedoch, wie Nealon trotz der technischen Schwierigkeit, die sich ergeben, wenn die Erfahrungen eines langen Zeitabschnitts in einem langen Buch aus dieser Perspektive geschildert werden, die hohe Spannung aufrechterhält. „Nealon’s honest and candid method provides verisimilitude and depth [...] At the same time, her tense serves as a steady drumbeat in the background, the technical approach that resonates across the narrative.“

## Werke auf Deutsch
- Snowflake. Aus dem Englischen von Anna-Nina Kroll. mare, Hamburg 2022, ISBN 978-3-86648-660-7.